# Esmeralda Cárdenas Sánchez
Esmeralda Cárdenas Sánchez (3 de abril de 1975) es una política mexicana, miembro del Partido Acción Nacional, diputada federal de 2006 a 2009.
Era licenciada en Derecho y tiene una maestría en Derecho Público, en su partido ha ocupado los cargos de secretaría de Participación Ciudadana y Secretaría de Asuntos Electorales tanto del Comité Municipal en Colima como el Comité Estatal. Es consejera Estatal y Nacional; también integrante del CEN del PAN. De 2002 a 2003 fue directora de Asuntos Jurídicos del Ayuntamiento de Villa de Álvarez y de 2003 a 2006 fue diputada al Congreso de Colima.
En 2006 fue elegida diputada federal a la LX Legislatura por el I Distrito Electoral Federal de Colima, en la que fue designada secretaria de la Mesa Directiva de la Cámara de Diputados para el año de ejercicio de 2007 a 2008. Ahora es Delegada de SEDESOL en el Estado de Colima.